# Spilogale putorius
Espèce
Statut de conservation UICN

 VU A2abc+3bc+4abc : Vulnérable
La moufette tachetée du Mexique (Spilogale putorius), ou spilogale, est une moufette vivant en Amérique du Nord.

## Répartition et habitat
Cette espèce est présente dans le sud du Canada, aux États-Unis et dans le nord du Mexique.